# Arts & Architecture
Arts & Architecture (1929-1967) était un magazine américain de design, d'architecture, d'architrcture paysagère et d'art. Il a été publié et édité par John Entenza de 1938 à 1962  et David Travers de 1962 à 1967. Arts & Architecture a joué un rôle important à la fois dans l'histoire culturelle de Los Angeles et dans le développement du modernisme de la Côte ouest des États-Unis en général. Les importantes contributions culturelles du magazine comprennent son parrainage du programme de conception-construction-publication Case Study Houses.

## Histoire
Arts & Architecture (1940-1967), un magazine d'architecture américain, a débuté sous le nom de California Arts & Architecture en 1929. Il a été repensé sous la direction de Mark Daniels en 1936, et en 1940, John Entenza est devenu éditeur et rédacteur en chef ; ses opinions et son leadership ont placé la Californie dans le paysage culturel, créant un impact durable sur l'histoire culturelle de Los Angeles, de la Californie du Sud, de la Côte ouest des États-Unis et des États-Unis dans le développement du modernisme américain (en) . Selon American Design in the Twentieth Century, Arts & Architecture traitait le goût comme un sujet de débat critique et maintenait une préoccupation élevée pour l'élévation des normes . Lorsqu'il cherchait des exemples d'art et de design à l'étranger, le magazine s'est tourné vers le Mexique plutôt que vers l'Europe. En 1962, Entenza a démissionné pour diriger la Fondation Graham, et le magazine a été édité par David Travers jusqu'à sa fermeture en 1967. Il a été relancé de 1981 à 1985 sous la direction de Barbara Goldstein.

## Créateurs publiés
Arts & Architecture a été le premier magazine américain à populariser le travail de Pierre Koenig, Hans Hofmann, Craig Ellwood, Raphael Soriano (en), Margaret DePatta, George Nakashima (en), Bernard Rosenthal (en), Charles Eames, Ray Eames, Thomas Church, Garrett Eckbo (en), Lloyd Wright, Konrad Wachsmann (en), Robert Royston (en), Hans Hollein, Frank Gehry et bien d'autres. Il incarnait également le plus haut niveau de conception graphique atteint par un magazine d'art américain de son temps, employant les talents de designers tels qu'Alvin Lustig (en), Herbert Matter, John Follis et le photographe Julius Shulman. Le magazine présentait des articles d'écrivains tels que l'historienne de l'architecture Esther McCoy (en), Edgar Kaufmann Jr., Walter Gropius, Lewis Mumford et bien d'autres profondément impliqués dans le mouvement moderne.

## Réimpressions
L'éditeur de livres Taschen Taschen A&A a publié un fac-similé de tous les numéros du magazine mensuel de 1945 à 1954 avec une introduction de David Travers. La publication des numéros 1955 à 1967 est prévue.